# Slovénie aux Jeux mondiaux de 2017
Cet article contient des informations sur la participation et les résultats de la Slovénie aux Jeux mondiaux de 2017 à Wrocław en Pologne.

## Médailles

### Or
| Sport              | Discipline | Sportifs |
| Médailles d'or : 0 |            |          |

### Argent
| Sport                  | Discipline                       | Sportifs                   |
| Médailles d'argent : 4 |                                  |                            |
| Boules                 | Hommes - Lyonnaise - Progressive | Anže Petrič                |
| Escalade               | Femmes - Difficulté              | Janja Garnbret             |
| Ju-jitsu               | Duo Femmes                       | Sara Besal Patricija Delac |
| Tir à l'arc            | Femmes - Arc à poulies           | Toja Ellison               |

### Bronze
| Sport                   | Discipline                            | Sportifs          |
| Médailles de bronze : 2 |                                       |                   |
| Boules                  | Femmes - Lyonnaise - Tir de précision | Laura Skoberne    |
| Ju-jitsu                | Hommes - Combat -94 kg                | Benjamin Lah (en) |